# 幕山村
幕山村（まくやまむら）は、かつて兵庫県西部（西播磨地区）に存在していた村。佐用郡。
1955年、西庄村と合併し、上月町となったため地方自治体として消滅した。
旧村域は現在の幕山小学校区に相当する佐用町西部に相当する。

## 概要
現在の佐用町本郷、福吉、大垣内、皆田、南中山、福中、才金、桜山、金屋に相当する。

## 沿革
- 1889年（明治22年）4月1日 町村制施行に伴い佐用郡幕山村発足。
- 1955年（昭和30年）3月25日 西庄村と合併し上月町が発足したため消滅。

## 交通

### 鉄道
- 旧村域に鉄道は通っていない。

### 道路
- 中国自動車道：上月PA
- 兵庫県道124号宮原力万線
- 兵庫県道365号上福原佐用線
- 兵庫県道524号才金宗行線